# Lužický seminář
Lužický seminář (hornoluž. Serbski seminar, něm. Wendisches Seminar) je historická budova a kulturní památka v Praze na Malé Straně, s adresami U Lužického semináře 90/13, Míšeňská 90/1. V budově sídlí Společnost přátel Lužice a Hórnikova lužickosrbská knihovna.

## Historie vzniku semináře
Lužický seminář sv. Petra v Praze byl založen v roce 1724 jako kněžský seminář pro přípravu budoucích římskokatolických kněží přicházejících z Horní Lužice. Velkou zásluhu na tom měli bratři Šimonové – hornolužičtí kněží, kteří již od roku 1692, kdy byla zřízena tři stipendijní místa v jezuitské koleji svatováclavské, formou nadace podporovali lužickosrbské studenty.
Rozhodnutí o vybudování budovy Lužického semináře padlo z důvodu, že původní zděný dům, který sloužil lužickým studentům od roku 1704 již neodpovídal jejich potřebám. Tento dům sousedil s místem, kde vyrostla nová budova dnešního Lužického semináře podle plánů Kiliána Ignáce Dientzenhofera. Základní kámen nové budovy by položen 15. června 1726 a v roce 1728 byla budova dokončena a zároveň začala sloužit jako plnohodnotné sídlo Lužického semináře. Zajímavostí je, že po celou dobu si fasády podržely původní architektonický výraz. Majitelem budovy semináře se následně stala budyšínská kapitula.

## Lužický seminář 1728–1922
V prvních desetiletích jeho existence sloužil pouze pro lužickosrbské studenty. Část jich docházela na Malostranské gymnázium, bohoslovci navštěvovali přednášky na pražské univerzitě, jako například osvícenský kněz a filosof Karl Heinrich Seibt, pozdější rektora Univerzity Karlovy. Lužický seminář měl velký vliv na lužickosrbské obrození a kulturu. Byly zde uváděny také české divadelní hry v lužickosrbském překladu. V létě 1846 dokonce místní lužickosrbští studenti založili sdružení „Serbowku“ – první slovanský studentský spolek v Praze, významný pro kulturní rozvoj Lužických Srbů. Do tohoto spolku docházeli a působili např. Josef Dobrovský, Václav Hanka, Karel Jaromír Erben či Slovák Martin Hattala.
V prvním patře budovy semináře měli bohoslovci k dispozici domácí kapli zasvěcenou sv. Petrovi. Plastika tohoto světce, dílo sochaře a řezbáře Matěje Václava Jäckela, je osazena na nároží. Po změně hranic německých diecézí (na konci 18. století) se roku 1784 přidali také Němci z Horní Lužice a po roce 1827 i mládež ze saské katolické diaspory.

## Zrušení funkce semináře a následná transformace 1922–1945
Katolický seminář byl v roce 1922 zrušen a 16. října toho roku byla budova Lužického semináře prodána pražskému Zemskému správnímu výboru pro Zemský fond český. Ihned po zrušení semináře se začal, zejména ve věci knihovny „Serbowky“, která po semináři zbyla, angažovat Česko-lužický spolek „Adolf Černý". Spolek následně knihovnu „Serbowky“ spojil se svou spolkovou knihovnou a položil tak základ pro budoucí Hórnikovu lužickosrbskou knihovnu. Během nacistické okupace byly v budově semináře ukončeny veškeré lužickosrbské činnosti. 
V roce 1945 získává budovu semináře do propůjčky a následně darem obnovená Společnost přátel Lužice. Společnost budovu v letech 1945–1946 ještě sdílela společně s hospodářskou správou Sboru národní bezpečnosti. 

## Seminář jako místo setkávání Lužických Srbů 1945–2002
Od 1. listopadu 1946 je pak obnoven pravidelný provoz pod taktovkou Společnosti přátel Lužice, která dům následně přejmenovala na „Lužický dům“. V domě bylo možné opět ubytovávat studenty z Lužice a vrátila se sem i kancelář Společnosti. V roce 1947 sem byla také z Budyšína vrácena cenná Hórnikova lužickosrbská knihovna, která odsud zmizela během druhé světové války.
Z důvodu nástupu komunistického režimu v Československu se měnil i vliv a postavení Společnosti přátel Lužice. Z Německé demokratické republiky se ozývaly hlasy na zrušení Společnosti z důvodu zbytečnosti. ČSSR ani NDR neměly zájem o prohlubování česko-lužickosrbských vztahů skrze spolky. I když se členové společnosti snažili vzdorovat, nakonec Společnost přátel Lužice k 1. červnu 1955 svou činnost ukončila. K tomuto datu právně zanikla a zároveň během roku bylo ukončeno ubytování lužickosrbských studentů. Pokračovatelem Společnosti se stal „Sbor pro studium lužickosrbské kultury“ v rámci Společnosti Národního muzea, který postupem času prošel dalšími transformacemi a který mohl využívat přízemí budovy domu, ve kterém zůstala také Hórnikova lužickosrbská knihovna. 
V roce 1968 byla na nároží Lužického semináře instalována pamětní deska, která připomínala vznik „Serbowky“ jako prvního slovanského studentského spolku v Praze. Deska sice byla instalována ale slavnostní odhalení včetně návštěvy delegace z Lužice zhatila Invaze vojsk Varšavské smlouvy do Československa.
Budova Lužického semináře následně začala sloužit Ministerstvu školství jako kolej pro zahraniční studenty. Budova byla v roce 1960 formálně vyvlastněna československým státem a dána do užívání Univerzitě Karlově v Praze. V roce 1962 byla budova předána do správy Akademie výtvarných umění a později, v roce 1982 do správy Ústavu rozvoje vysokých škol, který dnes nese název Centrum pro studium vysokého školství a spadá pod Ministerstvo školství, mládeže a tělovýchovy. 
Snahy o restituci a návrat Lužického semináře do vlastnictví Společnosti přátel Lužice, které společnost vyvíjela po změně režimu v roce 1989, byly neúspěšné.

## Povodně 2002 a Současnost
V srpnu 2002 byl Lužický seminář, s ním i Hórnikova lužickosrbská knihovna, zasažen katastrofální povodní. Část poškozených knih po uložení v mrazírnách byla zachráněna, některé však byly zcela zničeny. Knihovna byla následně umístěna  na několika místech v Praze a jednání o navrácení knihovny a Společnosti do budovy Lužického semináře se značně protahovala. 
Až rok 2009 byl zlomový pro Lužický seminář. Byla podepsána smlouva o navrácení knihovny a samotné Společnosti mezi Ministerstvem školství, mládeže a tělovýchovy a zmíněnou Společností přátel Lužice na 8 let s možností využívat přízemí budovy Lužického semináře. Navíc byla v tomto roce otevřena v 1. patře budovy Saská kontaktní kancelář, která má pomoci podnikům, spolkům, svazům, institucím a zařízením v aktivitách v samotném Sasku. Kancelář v současné době úzce spolupracuje se Společností přátel Lužice na rozvoji společných Lužickosrbských akcí. 
Poslední velkou akcí roku byla instalace pamětní desky, k již existující pamětní desce z roku 1968. Bylo rozhodnuto o instalaci novější desky jako náhradu za starší tabuli, která bývala připevněna na barokních vjezdových vratech do dvora semináře. Deska pojednává o historii Lužického semináře a vztahů Lužických Srbů k semináři.
Budova byla v minulosti sídlem Centra po studium vysokého školství a dále zde sídlila Národní kancelář pro NATO Science Fellowships Programme v ČR. V letech 2015 a 2016 byla budova sídlem sekretariátu Akreditační komise.
V dnešní době v budově Lužického semináře sídlí krom Společnosti přátel Lužice a Saské kontaktní kanceláře také Národní akreditační úřad pro vysoké školství. Prostory obnovené Hórnikovy lužickosrbské knihovny jsou pro veřejnost přístupny každý čtvrtek od 16:00 do 18:00.

## Galerie

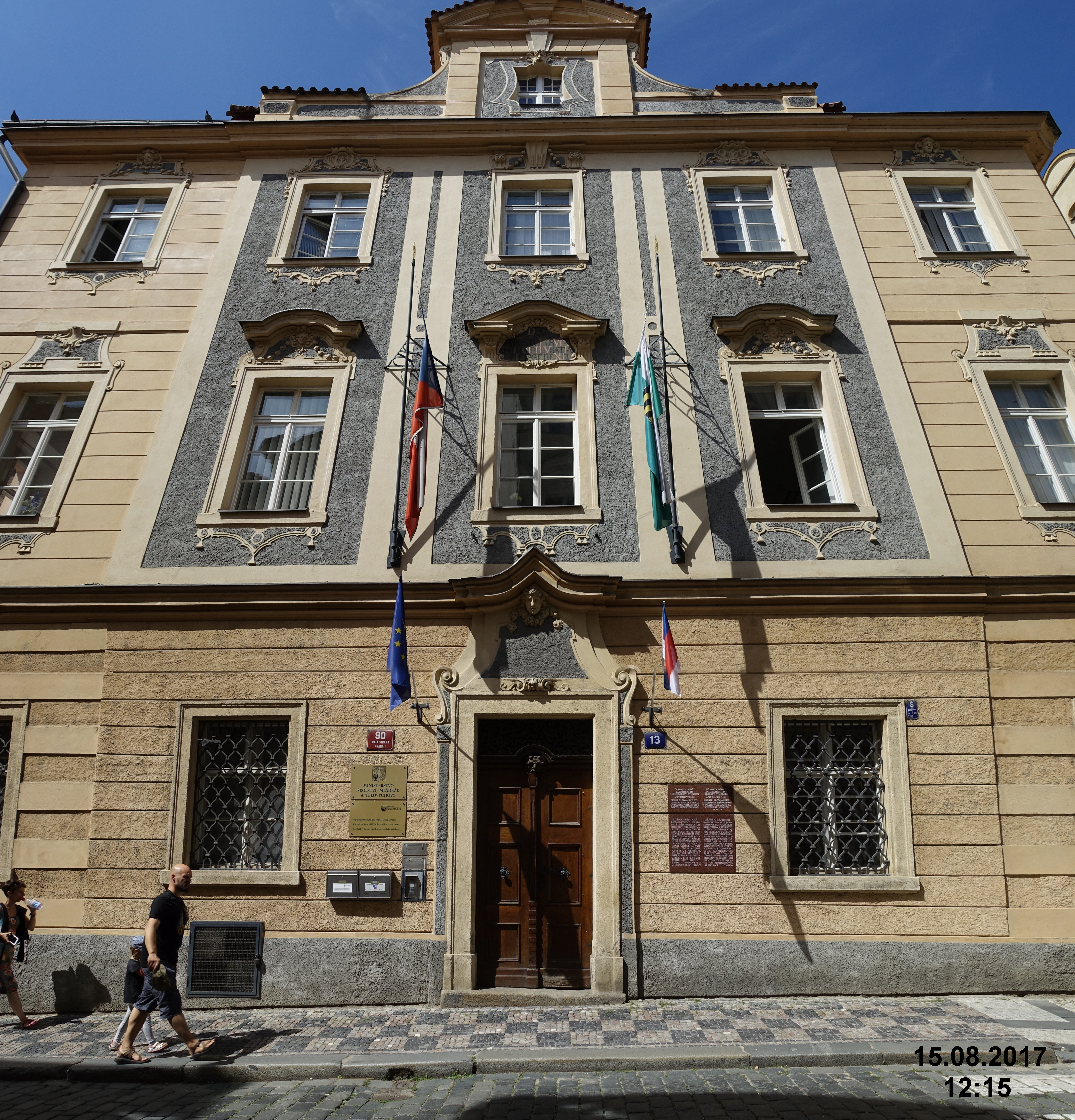
Vchod do budovy Lužického semináře v Praze
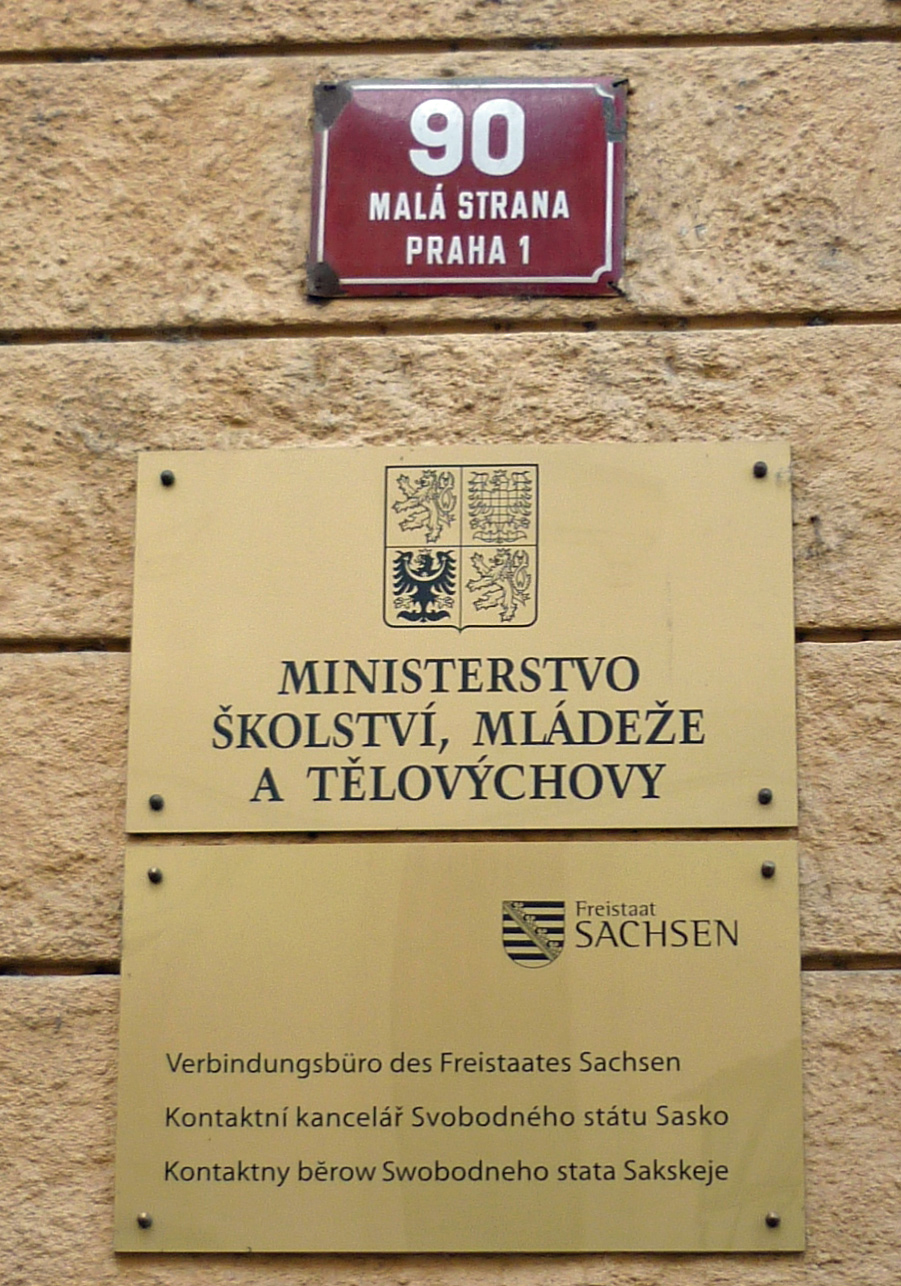
Informační deska na fasádě budovy
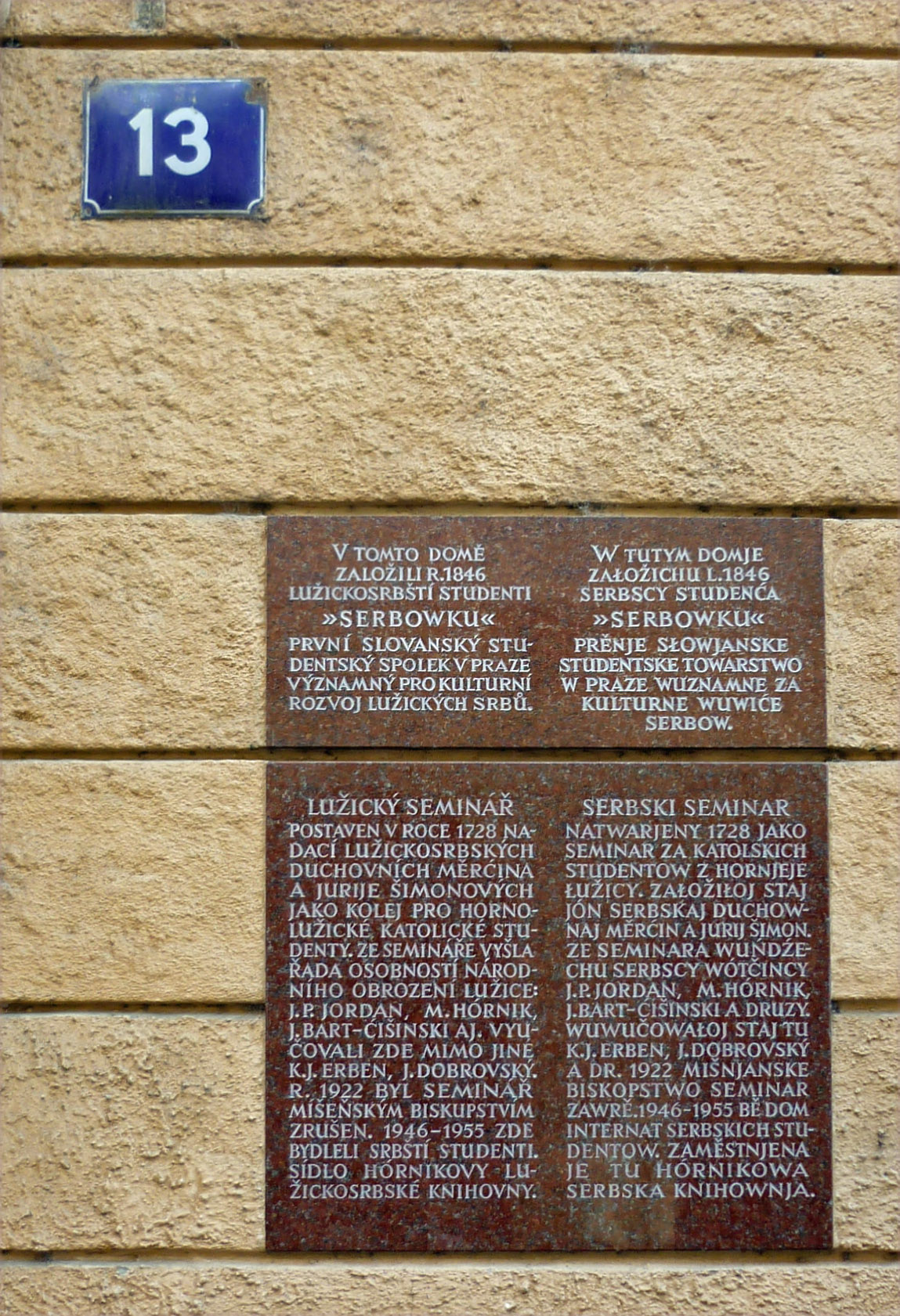
Pamětní deska na fasádě budovy
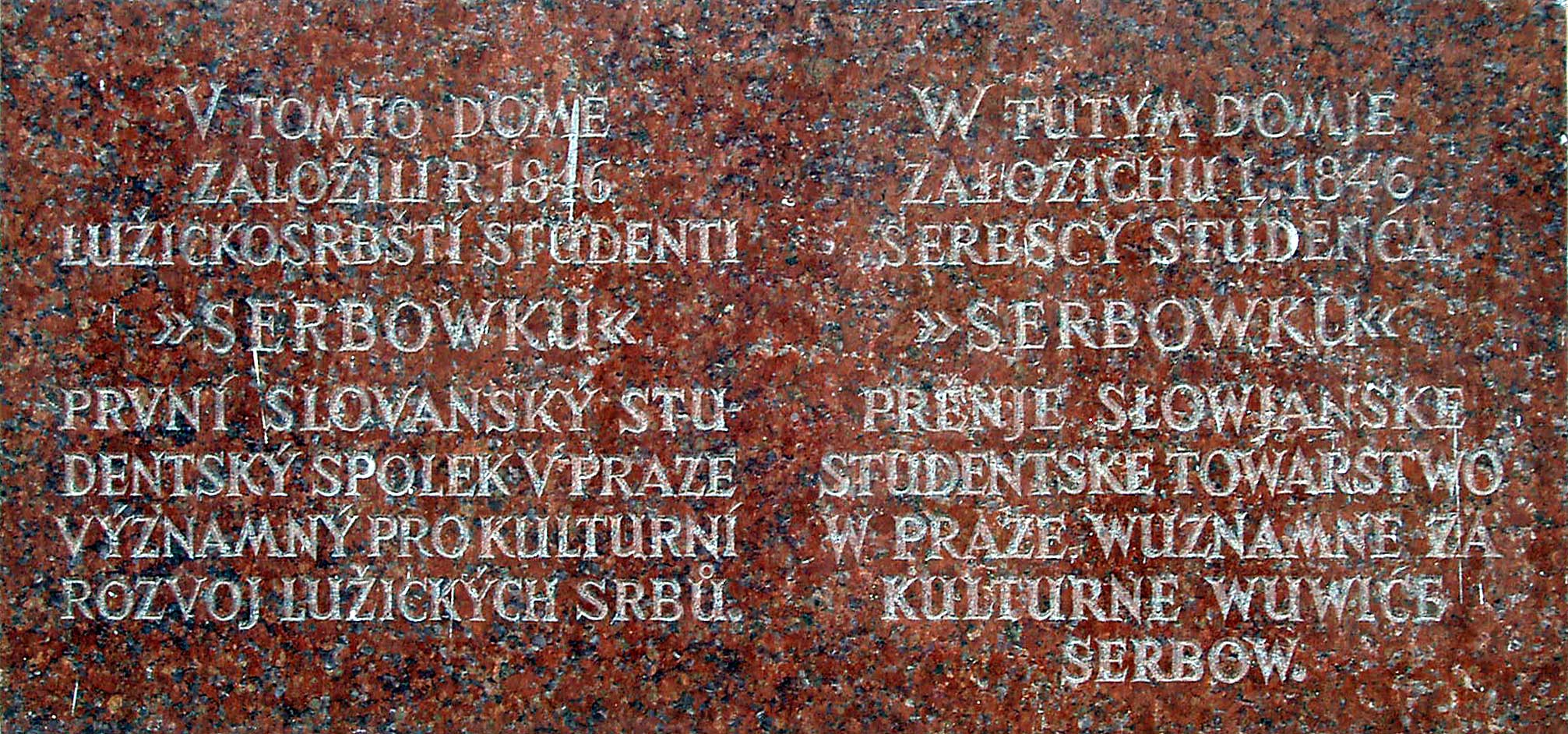
Dvoujazyčný popisek, upomínající na historické události, na přidělané pamětní desce
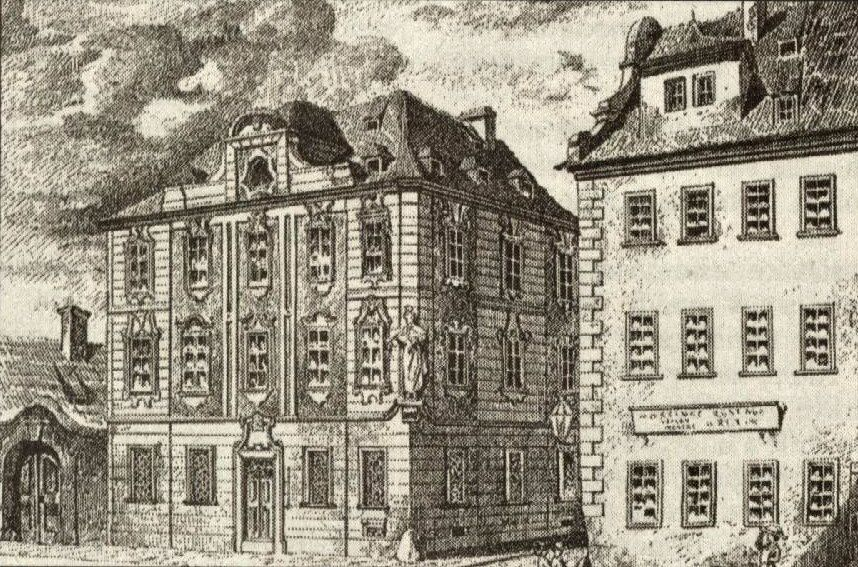
Historický záběr Lužického semináře v Praze